# Feuer frei!
„Feuer frei!“ je singl německé industrial metalové skupiny Rammstein z alba Mutter. Překlad je nejednoznačný, uvádí se např. "Střílejte dle libosti!" nebo "Střílejte!" či prostě "Pal!"
"Feuer Frei!" bylo poprvé hrán v dubnu 2000 pod názvem "Punk". Po oficiálním vydání je tato skladba v repertoáru téměř každého koncertu skupiny.
Skladba je jednou z nejznámějších písní skupiny. Z neznámých důvodů však nefiguruje na kompilačním albu Made in Germany 1995-2011. Píseň je také počátečním songem ve filmu xXx, také se objevila v Kriminálce Las Vegas v epizodě "Otroci Las Vegas".
Videoklip obsahuje záběry z filmu xXx v Praze, kde si skupina také zahrála. Klip z kostela se natáčel v kostele svatého Václava ve Výsluní na Chomutovsku. „Kostel tenkrát dostal hodně zabrat. Kapela v něm měla 500 komparzistů a k oltářišti umístila chrliče ohně. Plameny šlehaly do výšky a olizovaly stěny. Protože to bylo v zimě, filmaři ještě kostel roztopili. Z toho žáru padala omítka! Navíc teplotní nárazy a kamerové vozíky poškodily dlažbu za půl milionu,“ uvedla členka nadace, která se o kostel stará, Eva Levá.
Během živého vystoupení mají členové kapely masky s připojenými plamenomety, které střílí plameny několik metrů do vzduchu. Ve Völkerballu při sólu, kde začne hrát klávesista Flake zničehonic mimo rytmus, k němu přichází Till a bouchne ho do hlavy až "omdlí". Další sloku při výkřiku "BANG BANG!!" ukazuje na Flakea ležícího na zemi.

## Tracklist
Německá verze
1. Feuer Frei! – 3:13
2. Feuer Frei! (Rammstein vs. Junkie XL Remix) – 4:10
3. Feuer Frei! (Rammstein Remix 130) – 3:44
4. Feuer Frei! (Rammstein Remix 95) – 3:34
5. Du hast ("A Tribute to Rammstein" coververze od Battery) – 4:42
6. Bück dich ("A Tribute to Rammstein" coververze od Battery) – 3:39

Britská verze 1
1. Feuer Frei! – 3:11
2. Mutter (Radio Edit) – 3:40
3. Kokain – 3:08
4. Feuer Frei! (Video)
5. Interview (Z natáčení "Sonne")

Britská verze 2
1. Feuer Frei! (Rammstein vs. Junkie XL Remix) – 4:10
2. Mutter – 4:33
3. Feuer Frei! (Rammstein Remix 95)
4. Interview (Z natáčení "Ich will")
5. Fotogalerie

Britská verze 3
1. Feuer Frei! (Video) – 3:11
2. Interview (Z raných let skupiny)
3. Du hast ("A Tribute to Rammstein" coververze od Battery) – 4:42
4. Bück dich ("A Tribute to Rammstein" coververze od Battery) – 3:39
5. Fotogalerie